# 2019冠狀病毒病疫情相關排外及種族主義

2019冠狀病毒病暴发地圖：
该地区存在10,000名以上确诊病例
该地区存在1,000-9,999名确诊病例
该地区存在100-999名确诊病例
该地区存在10-99名确诊病例
该地区存在1-9名确诊病例

由於2019冠状病毒病疫情，首先在中華人民共和國湖北省武漢市爆發，病毒的起源和隨後的擴散導致仇外心理、恐華症、偏見、歧視、暴力的行為和表現的增加。近至華人，遠至東亞裔，甚至其他亞裔人士也受到不同程度的影響。隨著疫情的蔓延和熱點的形成，例如在亞洲、歐洲和美洲等地的疫區，據報導這些疫區中的人們受到了歧視。

## 概括
過去，許多疾病都以地理位置命名，例如中東呼吸系統綜合症和寨卡病毒，但在2015年，世界衛生組織提出了避免這種做法的建議，以減少污名。根據這項政策，WHO在2020年2月建議使用官方名稱“COVID-19”。
在受該流行病影響的國家中，2019冠狀病毒病流行病再次引起了2003年SARS和2012-2013年MERS引起的恐懼和擔憂。網上流傳眾多影片指控華人「播毒」，有華人被的士拒載，有越南人亦被認作華人而遭歧視，路人見到她就說「小心，有中國女子路過」。甚至排華，遭到痛毆等。
1月31日，中華人民共和國外交部表示，考慮到來自湖北及武漢的中國公民在海外遇到實際困難，正安排包機將他們接回武漢。
2月4日，聯合國秘書長古特雷斯在記者會上表示擔憂疫情相關的種族歧視及人權侵害。
在疫情的早期報導中，一些新聞來源將該病毒與中國聯繫在一起，引發歧視。《自然》雜誌隨後就此發表道歉。

## 歐洲

### 俄罗斯
2020年2月3日今日俄罗斯电台援引俄罗斯总理米哈伊尔·米舒斯京：俄罗斯将会隔离、检疫以及驱逐任何感染新型冠状病毒的外国人，但当日晚间米哈伊尔·米舒斯京改口，表示所有在俄罗斯被感染的外国人都会被医院收治，直到康复。
2020年2月23日美联社报道，莫斯科官员命令警察搜查旅店、宿舍、公寓楼和商家以追查日益减少但仍留在莫斯科的中国大陸人。当局还授权使用人脸识别技术，甄别那些被怀疑抵达俄罗斯没有进行14天强制隔离的人。莫斯科地铁的官员向美联社证实了这些防疫措施，并称如果乘客无法证明完成了14天的强制隔离，乘务人员将打电话叫救护车送至医院。在远离莫斯科1800公里外的叶卡捷琳堡市，当地的中国人社区受到严密监控。自发的哥萨克式的巡逻员向中国大陸人士发放口罩和要求他们去医院检查的建议书等。
同时，俄罗斯还暂停向中華人民共和国公民发放工作签证，并要求春节期间回家过年的留学生3月1日前不要返回俄罗斯。俄罗斯总理米舒斯金还表示，俄罗斯可能将感染新冠病毒的外国人递解出境。
中華人民共和国驻俄罗斯大使馆2月25日于该国全国性报纸《新报》发表公开信，就相关举措提出不满，信中提到中国理解采取流行病学措施的必要，但希望俄方采取“合适的和非歧视政策”。“为了安抚社会，不破坏中俄友好关系”，使馆要求不要采取过分措施。
2月27日，莫斯科市长谢尔盖·索比亚宁要求中国尊重俄罗斯采取的措施，敦促中国使馆鼓励莫斯科中国公民遵守俄罗斯的检疫措施。
3月1日，中華人民共和国驻俄罗斯大使馆发表声明称，目前80名涉嫌违反自我隔离规定的中国公民集中在察里津诺康复中心等指定地点进行隔离，使馆领事官员要求俄方采取一切措施提供良好的隔离和生活条件。一部分人表示自己是在不知情的情况下“无意识”地违背了隔离法令，有人因为出门倒垃圾涉嫌违法，有人因为去超市买东西涉嫌违法，现在他们可能面临被驱逐出境，5年不得入境俄罗斯的处罚。

### 法國
法國《皮卡第邮报》以「黃色警報」及「黃禍」形容疫情，隨後道歉並承認是對亞洲人的刻板印象。
據報有日本人和韓國人亦遭到不友善對待。
有在法國的中國大陸人士則在社交網站上發起「我不是病毒」話題標籤，呼籲抗疫時勿歧視他人。
3月3日，法国电视频道Canal+在名为Groland节目里取笑了意大利著名食品比萨饼，引发意大利人愤怒。节目中，一名不断咳嗽的厨师从烤箱中拿出比萨饼，一些不明物质随着咳嗽喷出，落在比萨上，画外音说「冠状比萨，将在世界各地流行的新型意大利比萨」。意大利外交部长路易吉·迪马约表示理解讽刺，但认为广告品味不佳，缺乏尊重，令人无法接受。意大利农业部长特雷莎·贝拉诺娃(Teresa Bellanova)认为视频内容可耻而可怕，并要求电视台道歉。目前Canal+已将视频下线，并向意大利驻巴黎大使致歉。
4月1日，法國電視台LCI（La Chaîne Info）采訪任職巴黎柯欽醫院重症病房部門負責人的米拉（Jean-Paul Mira）時，米拉提出在可以在非洲進行2019冠狀病毒疾病的人體疫苗測試，報道中法國國家衛生研究院研究部門主管的洛克特（Camille Locht）也表示同意米拉的說法。非洲足球先生得主萨缪埃尔·埃托奥和迪迪埃·德罗巴强烈批評相關言論，認爲言論涉及種族歧視，把非洲人當成白老鼠。。

### 德國
2020年2月1日，德國《明鏡》周刊出版最新刊，封面為頭戴防毒面具、穿著紅色防護服的懷疑亞洲男性，標題「新型冠狀病毒─中國製造─當全球化帶來死亡危險」，被中華人民共和國駐德國大使館批評屬製造恐慌、相互指摘及毫無益處的種族歧視，「對此表示鄙視」。
2月20日，在慕尼黑哈拉斯車站内，一名醉酒德国男子辱罵站内两名中国女生是冠状病毒，並朝她们吐口水。随后，一名路过的中国男生与醉酒男子发生冲突，但双方没有受伤。醉酒男子最終被警方带走。
3月1日，在德甲莱比锡与勒沃库森的比赛开始后，红牛竞技场的安保人员从球场内驱逐了20名日本球迷，理由是担心他们感染了冠状病毒，莱比锡红牛官方在2日道歉：“我们希望表明，我们已经和受影响的球迷们见了面，并邀请他们回归，同时向他们诚恳的道歉。”
4月，毗邻法国的德国邊境小镇葛爾塞姆出現當地居民辱罵法国人並朝其吐口水的現象。4月11日，德国外交部譴責德法边境地区出現的针对法国人的骚扰、袭击和仇视现象。
5月15日，杜塞爾多夫一米其林一星餐廳在政府放寬疫情限制重開後，餐廳一名73歲法裔廚師在社交網站留言，表示重新營業後「不歡迎中國人」，該言論引起當地華人不滿，指其種族歧視。米其林指南其後發表聲明，決定將該餐廳「摘星」，從米其林指南中剔除。

### 義大利
據BBC報導，義大利目前已停飛中國大陸，並隔離56名從中國大陸返回的義籍人士，當地中國店家無人光顧只得關門，亞裔在路上更成為了攻擊目標。
另外，羅馬知名景點特雷維噴泉（Trevi Fountain）旁的酒吧，張貼了禁止中國顧客的告示；羅馬一所音樂學校由於出現種族主義事件，因此通知東亞學生不要來上課；義大利北部地區的4名大區首長要求從中國旅行回國的兒童在14天內不要上學。
然而，當載有6000名旅客的遊輪因船上疑似有冠狀病毒病例而在羅馬附近港口停泊時，義大利民眾的恐慌進一步加劇，儘管最後檢驗證明都是陰性，但街道上的流言迅速傳播。
有開設中國餐廳的華人表示，她的女兒在學校被欺負，因此不想去上學，她只能告訴愛女「如果妳待在家裡，他們會認為你已經感染了病毒」。當BBC記者採訪到這裡時，2名中國觀光客進入店內借洗手間，因為外面每個地方都把他們趕走。
意大利北部伦巴第大区遭封锁城镇的一家超市内，一名菲律宾男子被当做中国大陸人士无故遭到一名男子殴打。
2月28日，義大利威內托大區區長盧卡·扎亞接受義大利「三號天線」電視台專訪時表示，称“義大利人民在飲食文化和衛生習慣都很優良，但是中國卻不同，才付出慘痛的代價”，更宣称“中國人愛吃活老鼠”，引发争议。中華人民共和国驻意大利大使馆发言人表示强烈谴责。2月29日，扎亚接受当地报纸《Corriere Della Sera》采访时表示向中国人民道歉。
2020年7月，意大利首波疫情重灾区伦巴第大区的居民在疫情趋稳后仍然受到无形的歧视。部分居民表示酒店因其居住地为伦巴第而拒绝其预订。

### 丹麦
2020年1月27日，日德兰邮报刊登一幅相关漫画，内容为将中華人民共和国国旗五星红旗中的五颗星星替换为病毒，该漫画引起中华人民共和国国内不满和争议，被认为是辱华行为，中华人民共和国驻丹麦大使馆就此事提出抗议。對此日德蘭郵報方面拒绝道歉；丹麦首相梅特·弗雷德里克森也稱言论自由是丹麦传统。中华人民共和国驻丹麦大使冯铁则回应称，言论自由不是没有边界和限制，并认为在别人遭遇不幸的时候，应该有起码的同情同理心，言论自由不应以伤害其他国家和人民为代价。丹麦刑法中“任何人公开侮辱任何外国、海外地区的旗帜及官方标志，均属违法行为。应当处以罚款，最高可判2年内的监禁。”一条也被中文媒体提及，认为日德兰邮报刊的行为违反其本国法律。

### 荷兰
2020年2月6日，荷兰Radio 10电台节目主持人借疫情演唱辱华歌曲《Voorkomen is beter dan Chinezen -- 预防胜于中国人》，歌词大意为冠状病毒是“肮脏的中国人带来的，想要不被感染，就要远离中餐”。节目播出后，引发当地华人愤概，当地中文媒体“一网荷兰”贴出了当地警方投诉网站，呼吁华人对此事进行投诉。翌日，节目主持人Lex Gaarthuis在脸书发文道歉。荷蘭首相马克·吕特也在新聞發布會上明確表示反對因新型冠狀病毒引發的歧視。2月11日，荷蘭警察部門收到上百個關於Radio10电台主持人演唱歧視歌曲的報案，荷蘭公檢機關決定對歌曲作出違反刑法的定性，並展開刑事調查。12日，荷兰一些華人家庭向荷蘭幼稚園和小學提出要求，禁止傳唱歧視中國人口音和樣貌的童謠《Hanky Panky Sjanghai》（因Sjanghai与Shanghai的读音相似）。
2月8日，瓦赫宁根大学学生公寓内发生辱华事件，公寓内墙壁上标注有“DIE CHINESE”和“CHINESE CORONA”字样，电梯上还沾满了粪便和尿液，另外中国大陸学生房门上张贴的中華人民共和国国旗也被撕烂。当地警方已介入调查此事，但未找到任何嫌疑人。
2月10日，荷兰皇家航空一架由阿姆斯特丹飞往首尔的航班上，机上的洗手间贴出“机组人员专用厕所”告示，但告示仅用韩文书写。之后有旅客拍下并发布到网络，指控荷航歧视韩国乘客。2月14日，荷航就此事公开道歉。
2月22日，一名来自蒂尔堡的24岁华裔女学生，在学生公寓的电梯中劝阻几名演唱此前播出的辱华歌曲《Voorkomen is beter dan Chinezen》，此后她被推搡和遭到殴打，失去知觉倒在地上，直到醒来发现身上还有刀痕和脑震荡。

### 瑞典
随着病毒的爆發，一些在瑞典居住的华人在瑞典遭遇不公正对待和歧视。有华人儿童表示，在学校有同学甚至老师谈论“不要碰中国孩子”。一对华人母女在斯德哥尔摩乘地铁时被辱骂“中国人都是病毒”，甚至险遭殴打。更有人在网络上攻击瑞典的中餐厅，造谣“在店里吃饭感染上冠状病毒”，导致餐厅正常经营受到严重影响。在网上亦有言论将新型冠状病毒称为“中囯病毒”或“武汉病毒”。对此，在2020年2月7日，中华人民共和国驻瑞典大使桂从友在瑞典外交部会见该部政治副总司长兼亚太司司长鲁因，向瑞典方面就当地华人因新型冠状病毒而遭到歧视的现象进行交涉，表示“任何将病毒和某个国家、某个族群恶意关联的言论和行为都是种族歧视，是不道德的、反人权的”。
2020年10月12日，據BBC報導，瑞典斯德哥尔摩一家餐厅张贴了一张海报，把中国领导人习近平涂成黄色，加上蝙蝠耳朵，以及写上“蝙蝠人”的字眼，暗示病毒可能来自中国和蝙蝠。但這張海報隨即遭到亞裔人士投訴，亞裔人士認為該海報助长种族歧视。经投诉后，餐厅撤走海报并道歉。

### 英國
有東亞裔學生在《衛報》撰文，指坐上巴士，旁邊的人就離開，批評人們將所有東亞人當成中國人及病毒散播者。
2020年2月1日，now新聞台報道，英國《經濟學人》雜誌最近出版最新刊，封面為頭戴中華人民共和國國旗圖案口罩的地球，標題「情況會有多糟？」，意味中國武漢起源的肺炎疫情席捲全球；封面一出，引發部分中國大陸網民爭議，有網民認為涉嫌種族歧視，亦有網民覺得「這幾年裡國內考試估計再也不會從經濟學人選材了」。
3月3日，据新加坡媒体报道，一名新加坡学生乔纳森·莫因冠病疫情引起的种族歧视在伦敦被一群青少年围殴至重伤，在脸书发文寻求证人。
3月17日，南安普敦市两名未成年少女因当街辱骂一群带口罩的中国人，被当地警方逮捕。英国《每日邮报》在报道中指出，据信是由种族因素引起的，与新冠病毒大流行有关。

## 亞洲

### 泰国
2020年2月3日，一家开在清迈湄翁县的餐厅于店门口贴出告示，用中、英、泰三语书写“对不起，现在不欢迎中国顾客”的告示。之后旅游警察发现该标语“可能影响国家安全”，并要求她用中文注明“食物已卖完”取代原先的告示。而餐厅女老板瓦拉帕表示，这个更改让她“感到不舒服”，强调“当初会制作告示牌，是因为我不清楚店内哪一位用餐的中国顾客已经被感染。”她还对记者表示，某日原本有一群泰国客人要进来用餐，但当他们听到餐厅内有其他中国游客正在用餐时，泰国客人就转身离开，所以她才会想制作标语。在普吉府的一家餐厅，亦挂有类似标语。
卫生部长Anutin Charnvirakul对“肮脏的”西方人发表了负面评论，称他们“从不淋浴”，并且比亚洲人更容易传播这种病毒。

### 马来西亚
马来西亚伊斯兰党吉打州联委会主席阿末耶也于2020年2月5日发文告指出，中国大陸爆發的新冠肺炎疫情或是真主阿拉所施予的报应。因其认为在疫情爆發的数个月前，新疆维吾尔族穆斯林遭中华人民共和国政府迫害，其中包括被关在集中营接受改造，进行职业技能教育培训等课题。他也认为中国大陸作为世界上人口最多、经济和军事的强国，意在全世界扩展影响力，并成为一个“霸凌者”。

### 印尼
《外交政策》報導說：“在社交媒體上，Twitter, Facebook, 和Instagram上的帖子鼓勵人們遠離中國公民或印度尼西亞華人居住和生活的地方。...主要媒體也參與傳播反華陰謀论。一些在網上的印尼穆斯林也將這種病毒與维吾尔族穆斯林的虐待聯繫在一起，這是“真主的報復”。
印尼觀光大城武吉丁宜市的某飯店外出現了反中國示威，不讓来自华南的游客下榻，他们因为担心冠状病毒而留在那里。示威者要求将游客隔离在机场，并对机场的检查工具表示不信任。 當局不得已，保证游客只能停留在飯店里，和在第二天遊客全被送回了中國。
日本駐印度尼西亞大使館在新聞稿中表示，在大流行期間，對日本人的歧視和騷擾事件有所增加，並宣布他們已建立了一個幫助中心，以協助日本居民應對這些事件。總的來說，有報導稱該國普遍存在反日歧視和騷擾，包括旅館，商店，飯店，出租車服務以及更多的拒絕日本顧客的活動，許多日本人不再被允許參加會議。 在短短幾天內，日本大使館也收到了至少十二起對日本人進行騷擾的報告。 日本外務省指出，該國的反日歧視正在增加。

### 菲律賓
菲律宾华人的各种拥护团体警告说，爆发疫情后，针对华人社区的种族主义上升了。 菲律宾中华总商会联合会和菲律宾国会工会谴责了与该病毒有关的反华宣传。 马尼拉一所著名的天主教学校亚当森大学（Adamson University）因要求所有中国学生在新的冠状病毒爆发期间隔离自己而受到网上反对 。 一个火葬场拒绝处理死于该病毒的中国国民的尸体。
总统罗德里戈·杜特尔特（Rodrigo Duterte）呼吁公众停止歧视任何具有中国血统的人。

### 台灣
2020年3月25日，台湾汉堡王“BurgerKing漢堡王火烤美味分享團”Facebook账号发布推广信息，将一款套餐命名为“武汉肺炎克星”，同时该条内容还出现了“防武汉肺炎”。此消息发出后随即受台灣網友熱烈好評，但卻引發中國大陆消费者对汉堡王的不满，出现“抵制汉堡王”的呼声，网友要求汉堡王官方致歉。3月29日下午，汉堡王中国通过其官方微博发表声明，承认汉堡王台湾地区在其Facebook账号的推文里出现了“武汉肺炎”，并表示“我们替汉堡王台湾地区说声‘对不起’，虽然汉堡王中国和汉堡王台湾地区是不同的两家公司进行运营，但是我们为汉堡王台湾地区不负责任的言论表示愤怒。”而汉堡王中国公司联系到汉堡王台湾公司相关负责人，此消息发出后也随即遭到台灣网友批评，并亦扬言抵制汉堡王。。
2020年4月，嘉义城隍庙在发布的防疫公告中公开使用“中共肺炎”的称呼。

### 香港
中国大陆爆發疫情后，香港人一直担心疫症传入香港，所以民间不断要求全面「封關」，即禁止中国大陸旅客或到訪過中国大陸的旅客入境，但香港特首林郑月娥称全面“封關”亦不現實。加上經歷了數月的因逃犯條例所引發的反修例示威後，本次疫情也使香港和大陆的中港矛盾加深。當地一家「拉麵天王」餐廳，就拒絕中國內地顧客入內。店家在臉書寫道，「我們只想活久一點。為了員工、為了本地客人著想。」「政府無能，我們只能自救。香港政府中門大開，罔顧港人安全，堅決不封關，我們只能自封。」

### 新加坡
有新加坡網民在網上發起聯署要求禁止中華人民共和國公民入境，逾12萬人響應。亦有從中國大陸返回新加坡的人員遭到排擠，被拒返回住所。
新加坡一名宗教老师阿都哈林（Abdul Al-Halim）曾于1月29日在社交网站贴文称，新冠肺炎疫情是阿拉给予中華人民共和国迫害维吾尔族穆斯林的报应。新加坡内政部和法律部長尚穆根(K. Shanmugam)批評這些評論為“愚蠢”，“仇外”，和“完全種族主義”，“任何人都不可接受，更不用說應該是宗教老師的人了”。阿都哈林的言论之后遭新加坡内政部和新加坡回教宗教理事會（MUIS）进行调查。该理事会也称阿都哈林所发的贴文“不代表穆斯林社区的观点”。

### 巴勒斯坦
2020年2月，在巴勒斯坦援助的两名日本女子在大街上遭当地人拖拽撕扯，被骂“新冠病毒”。警方随即以涉嫌施暴的罪名，将嫌疑人逮捕。据日本驻巴勒斯坦大使馆透露，关于日本人遭到当地人骚扰的投诉案件已有10多起，他们已要求以色列和巴勒斯坦双方，针对该情况进行适当处理。

### 以色列
有超过1,000多名韓國遊客被指示避開公共場所，並在他們的旅館中保持被隔離。 以色列軍方宣布打算隔離約200名韓國國民到一個軍事基地。 剩下的許多韓國人被旅館拒絕，被迫在本-古里安国际机场過夜。 以色列一家報紙隨後發表了一份韓國人投訴，稱“以色列正在像對待冠狀病毒一樣對待韓國和其他亞洲遊客。”  公共衛生專家哈蓋·萊文（Hagai Levine）博士說，以色列政客可能會用過頭的反应來打動選民。
2020年3月14日，一個來自Bnei Menashe社區的印度男子在提比里亞遭到數名身份不明的人的襲擊和毆打，他們稱他為“中國人”和“冠狀病毒”。 該名男子在提比里亞的巴魯·帕德赫醫療中心住院。

### 伊朗
伊朗政府將伊朗的疫情爆發歸咎於“猶太復國主義者(Zionists)”。 伊朗伊斯蘭革命衛隊（IRGC）聲稱以色列以釋放這種病毒為生物戰形式。 包括反誹謗聯盟（ADL）在內的許多人都將這些主張視為反猶太主義的。
據日本外務省稱，自疫情大流行以來，日本人被拒絕進入餐館，而且遭受的虐待也有所增加。

### 伊拉克
穆克塔达·萨德尔（Muqtada al-Sadr）將這種大流行歸咎於同性婚姻，並呼籲在全世界舉起伊斯蘭旗幟。

### 日本
2020年1月21日，《朝日新聞》報道日本神奈川縣箱根町有小食店為免感染新型冠状病毒，貼出「中國人種進入商店禁止」告示，引發爭議；店主受訪時指是應對肺炎的自衛手段，又提及以前有中國大陸人士在店內表現無禮貌。now新聞台指告示在網上有人理解，亦有人批評，店主之後表示會刪去爭議語句，但仍然不歡迎中國人入內。其他商店部分店主甚至要求客人在进入时检查其护照上是否有中国签证及出入境章，若出现则拒绝入内。
2月20日晚間，京都府警東山警察署在京都府京都市東山区拘捕1名58歲日本男子，懷疑他在下弁天町路邊禁止貼廣告的電桿上張貼寫有「不要來感染中國！」的紙張，違反京都市屋外廣告物條例，此前男子曾報警指現場有中國人要踢他。男子供稱新型冠状病毒肺炎在中國大陸蔓延，實在不想感染了肺炎的中國大陸人士來日本。供職公司旭化成指紙張內容不代表公司立場，並向感到不快者致歉，正考慮處分員工。
日本演員志村健去世後，3月31日，日本共产党议员藤野保史指出，推特上出現「志村健被中國人殺了」、「殺死中國人」等仇恨言論。5月4日下午5点左右，在靖国神社的两处男廁所中，有人上廁所時發現墙上有「將武汉人全部杀掉」的塗鴉。隨後此人立即向靖国神社管理方報告。日本警方以涉嫌損壞器物為由对此事展開調查。
在疫情期间，位于日本兵库县淡路市的伊弉诺神宫内发布的防疫告示出现了“支那武汉肺炎”的称呼。。

### 中國大陸

#### 對內
《明報》及香港有線新聞認為，疫情傳開後，有武漢人乃至湖北人在中國各地遭到不同程度的排擠或歧視。財新網、澎湃新聞、《新京報》等多間傳媒報道有武漢返鄉人員個人資料遭泄露，有人被陌生人打電話辱罵，有人被誤解為確診個案，另有區政府回應收集的個資外洩時表示盡量在改正。有線新聞另引述一位武漢司機，指他的汽車是武漢車牌，安徽和河南當地人員均不准他駛入，被迫滯留在二省交界2日，又因沒有酒店同意收留，只能住在車上。不仅如此，湖北籍身份在求职、复工、租房等方面遇到了重重困难。
2020年1月24日酷航将116名武汉人和219名其他乘客混载至前往杭州萧山国际机场的TR188次航班后，得知与武汉乘客同机的其他乘客因担心被传染而情绪爆發。该消息被传播到互联网上后，引发了“浙江人”与“武汉人”间的骂战，演变成“浙江拒绝空投武汉人”的舆论话题。截止到2月4日，包括非武漢籍游客在内该航班陸续已有8人确诊。
2020年1月27日，中国南方航空CZ380航班（由名古屋中部国际机场经停上海浦东机场，终到广州白云机场）因机上有16名武漢籍乘客，當中有人在起飛前吃退燒藥，導致同班機的上海乘客向日方通報處理。此事件最終演變成武漢與上海人的地域之争，在微博上即成为热门话题。后经中国驻名古屋总领事馆协调，機上16名武漢乘客以及11名其他籍貫乘客搭乘原班機返回中國大陸；至於拒絕登機的71名乘客（包含上海等地），則南航同意免費改簽處理。《明報》報道有武漢乘客在微博發貼控訴「這還是同胞嗎」，而香港有線新聞則稱網民回覆較負面，指責他們知道病毒有潛伏期還「到處亂跑」。CBC電視台指原本有1位來自中國武漢的旅行團遊客被查出低燒37.1度，中國南方航空準備將他帶走送院，但之後體溫降至正常水平，最後成功登上已延遲5小時出發的飛機前往中國上海。翌日，上海市人民政府新闻办就上海市疫情防控工作举行新闻发布会。上海市卫健委主任邬惊雷表示，CZ380航班实际搭载的旅客有27位，其中有19位旅客在14天内有过武汉旅行史，他们都佩戴了口罩，同时和其他旅客不在同一个舱位。航班抵达后，上海海关对19名旅客逐一进行了测温，没有发现异常。这些旅客通过检疫专用测温通道进入，海关官员核验了每个人的健康申明卡，也询问了他们用药史，没有发现异常情况，已轉送集中隔離觀察點隔離。
1月28日，中共湖北省委副書記兼武漢市委書記馬國強在記者會上表示注意到有對武漢人及湖北人歧視的情況，相信這些歧視屬個別，大多數人均會善待湖北人，同時指疫情防控措施是為了全中國及全世界，呼籲湖北人多些理解。翌日，中國大陸國家衛健委就春節前500萬人離開武漢，回應指「我們共同的敵人是疾病、是病毒，而不是武漢人」，呼籲民眾理性看待各地武漢人。
1月31日，多家航空公司反映三亚市政府要求进港航班不得搭载湖北籍旅客，并表示该通知不会有「红头文件」。此前中国民航局已经要求各航空公司不得拒绝符合健康检测要求的武汉旅客登机。三亚市表示此传言不实。
2月21日，有广州市民反映，位于白云区的安华汇商场入口设安保查身份证，禁止湖北籍及温州籍市民进入。对此，湖北籍市民王先生表示，自己在春节期间并未回老家，也登记了自己的个人信息。对于商场的这一做法，表示自己遭到地域歧视。而商场负责人陈经理表示，查验身份证是为了确认商场顾客行动轨迹，保障商场内其他顾客的安全；不过有律师表示，此行为没有法律依据，商场做法欠妥。
2月26日前後，有多名居住在北京的湖北人反映，从未离京的武汉籍居民接到隔离通知、湖北籍居民没有回湖北，但是回京时进小区受阻，长租企业通知湖北籍租户冻结密码等情况。据《新华每日电讯》2月27日报道，一个返京复工的湖北人被拦在小区外，社区工作人员查验身份证後坚持，只要是湖北人，一律不让进。“打12345市长热线，打过去，一直没人接”，“打110，总机转到顺义110，女警官接的电话，说110不管这个，让我打市长热线”。
3月10日，安徽省歙縣馬拉松組委會發布公告，指「2020黃山歙縣新安江山水畫廊國際馬拉松」將於5月17日舉行，即日起啟動報名程序。在公告中有一欄「特別說明」，指出「因特殊時期湖北籍不接受報名，其他報名運動員需要提供健康碼或新冠健康證明」。该公告随即引起網民熱議，批評其行为涉嫌歧視湖北人。有律师指出该规定侵犯了湖北籍选手公平参赛权，湖北籍选手报名若受阻可提起诉讼。事后，组委会撤回「特殊說明」，並於傍晚再發出一份道歉聲明，指有關的規定是出於對選手安全的考慮，別無它意，至於新的方案及規程，將會經組委會審定後再正式對外發布。人民网报道称，相关规程拟定于春节期间，当时疫情比较紧张，出现了不当表述。
3月中旬，廣西桂林市有公路服務站設置「湖北籍廁所」，讓來自湖北地区的人士使用。惟该措施反令客人感覺被歧視而引发争议。之后永福县衛健委回應稱此为“特殊時期採取的特殊處理辦法，只是防治，沒有權利實行人員管控”。
3月21日《新民晚报》新媒体报道称，上海市静安区彭浦新村街道三泉路517弄一名英国籍人士3月14日辗转多地回沪后，其配偶和岳母均希望该英籍人士能去集中隔离点进行医学观察，但该英籍人士拒绝集中隔离，坚持要居家隔离，该居委会党支部书记陈奉涛决定让丈母娘和女儿、孩子暂时离家前往同社区的亲属家中，英籍女婿居家隔离。该报道发布后在中国大陸互联网上引发了针对外国人在华“超国民待遇”的广泛质疑，《环球时报》总编辑胡锡进更发文批评该居委会对中外人员区别对待的行为。
3月27日，江西省九江市警察与湖北省黄梅县警察因是否开放九江長江大桥方便两地人员来往的问题引来双方警察武力冲突，黄梅县认为既然中央已与3月25日放开了对于离鄂通道的管控九江长江大桥就应当开放，并且九江市设立的检查点是在黄梅县境内。九江市认为与其冲突的都是假警察因此双方发生武力冲突。随后双方警察冲突的消息传至黄梅县，黄梅县居民自发上桥维护自家执法人员，与桥面上九江警察发生暴力冲突，桥面上的九江警察遭到黄梅县居民的殴打，九江警察随即呼叫防爆警察支援现场，但是防爆警察并未控制局势部分防爆警察的车辆以及普通警察的车辆被愤怒的黄梅县居民推翻，其他车辆不同程度损坏，还有部分防爆警察在车内遭到群众的殴打。有部分群众走到九江市警察局门前进行抗议。随后湖北方面领导出面安抚群众的情绪事情才得以平息。随后双方宣布江西湖北绿码互认九江长江大桥解除封锁问题得以解决
4月1日，青岛崂山一外籍男子排队检测核酸时强行插队，被市民谴责后叫嚣“中国人出去”。当地新闻办公室回应称，已对当事人进行批评教育。
2022年6月，网络爆出江苏苏州一店铺在店门口张贴“上海人禁止入内”字样，引发热议。6月27日，苏州市吴中区甪直酱品厂发布声明称，门店与甪直酱品厂无所属关系，张贴该告示属于私营店主个人行为，店主已撤销告示并张贴道歉信。
由于对传染病固有的偏见，不少感染者及康复者受到歧视。部分患者个人信息被泄漏后遭到网络暴力，也有部分患者在康复后被周围人冷落嫌弃或是被单位解除劳动合同。

#### 對外
3月22日，遼寧省瀋陽市和平區太原街「楊媽媽粥店」在充氣拱形門上挂出紅色橫幅，上書「熱烈慶祝美國疫情，祝小日本疫帆風順長長久久」，當晚被有關部門要求取下，公安亦介入調查。楊媽媽总公司表示，對該店長的行為予以譴責，並決定立即與涉事店長解除勞動合同。之后，店长惠某某被公安机关行政拘留。
4月12日，英國廣播公司（BBC）報道，在廣東省廣州市，有非裔人士報稱數以百計非洲人在當地遭到歧視性對待，被命令從酒店及住處離開；當地有人指控非洲人傳播病毒，有留學生交租金後仍被拒絕進入租屋，不得不露宿街頭。尼日利亞駐廣州總領事館有人員在街頭與中國執法人員爭執，指尼日利亞護照屬於尼日利亞政府，要求中方人員交還收繳的護照。美國駐華大使館曾發警示稱非裔美國人在廣州遭歧視，公安下令酒吧及食肆不得招待非裔人士，中國官方未有直接證實或否認消息。在非洲，尼日利亞、加納、肯尼亞、塞拉利昂、塞內加爾、非洲聯盟先後發表聲明或傳召中國大使，譴責騷擾、侮辱及歧視廣州非裔人士之作為。中華人民共和國外交部發言人趙立堅指中國政府反對任何歧視做法，對外國人是一視同仁，抗疫時「在實施措施時出現一些情況和誤解，將敦促相關方面改善工作機制和方法」。BBC分析認為，當地對非裔人士的防疫措施及警惕心增強，可能與4月初有確診的尼日利亞人拒絕隔離並襲擊廣州市第八人民醫院護士有關，並提及網上有人散發「廣州黑人引發大規模社區傳染」的不實訊息後被公安查處。美國有線新聞網絡（CNN）指廣州当地人及白人未受到非裔人士般的特殊對待，而從住所趕走非裔人士不像是政府行為，更像是業主決定。now新聞台報道，截至4月11日，廣州市479宗確診個案中有119宗輸入個案，當中19人來自非洲，非洲個案中約一半來自尼日利亞。廣州公安在記者會上說防疫時對待中國公民及非中國公民是一視同仁，並指外籍人士須遵守中國法律，「不得危害中國國家安全」，期望外國人理解、支持及配合防疫工作。
4月13日，《明報》及香港電台報道，對於有報道指及有廣州非裔人士稱被歧視，非洲多國駐中國大使已致函中華人民共和國外交部部長王毅，稱污名化及歧視行為會令人誤以為病毒是非洲人傳播，非洲駐華大使協會並要求立即停止對非裔居民的強制測試、隔離和非人道對待；中華人民共和國外交部發言人趙立堅則稱廣東非常重視「非洲朋友的關注」，正迅速梳理排查及改進完善工作方式，按無差別對待原則提供健康管理服務，積極回應非洲方面的合理關切及正當訴求。外交部发言人赵立坚同日回应，称中方“高度重视保障外国在华人员的生命健康安全，对所有外国在华人员一视同仁，反对任何针对特定人群的差异性做法”，并强调“中非一直是好朋友、好伙伴、好兄弟”，“中国对非友好的政策没有任何改变，非洲国家和人民对华友好的感情也不会有任何动摇。我们不会对非洲兄弟搞歧视”。他最后表示，针对近期非方反映的非洲国家在粤公民的关切，广东方面已进行梳理排查，并采取系列新的举措。
4月14日，中国驻尼日利亚大使周平剑在与尼日利亚外交部长奥尼亚马会见后举行联合记者会。奥尼亚马表示，近期一些尼日利亚人近期抵达广州后被确诊，当地政府查明此点后，要求封闭相关场所，隔离密切接触者，被强制隔离的人自然不被允许返回酒店、原住所等。尼日利亚民众仅根据社交媒体流传的视频作出错误解读，误以为尼日利亚人和非洲人在防疫中被“挑选出来”，有针对性地被加以区别对待，表示不能理解。

### 韓國
2020年1月29日，英國廣播公司報道認為，韓國因肺炎疫情出現「抵制中國」風氣。如截至2月21日，已有77萬人在總統府青瓦台網站請願禁止中國人入境，以及改自「抵制日貨」的「No China」圖片28日開始在互聯網上流傳。報道指有部分網民反對抵制，指中國大陸正在遭受痛苦、大韓民國並非像朝鲜那樣閉關鎖國，但亦有部分網民贊同，認為中國大陸有SARS疫情瞞報的前車之鑒、近年的霧霾問題以及此次疫情湖北省人民政府的瞞報行為。。
首爾市中心有食肆貼上中文告示，提示「中國人出入禁止」。
2月20日，因大邱爆發社區感染，韓國政府與當天發表新型冠狀病毒相關報道，標題命名爲「政府啓動應對大邱冠狀(病毒19)泛特別對策支援團」。 對此，有人誤會政府將「新冠狀19」稱爲「大邱冠狀(病毒)」。 部分網絡社區等因此出現了批判的聲音。有网络热评称：「政府說武漢肺炎這個詞助長了對中國大陸的厭惡感与歧视，所以改名叫冠狀19。但現在政府卻使用了大邱冠狀(病毒)來稱呼。」2月22日，韓國政府對失誤標記「大邱冠狀19」一事表示道歉。但是因為政府失誤，「大邱肺炎」、「大邱冠狀」等用語在SNS上擴散，人民對特定地區產生了偏見，有人主張政府助長了偏見。大邱政界強烈反對此說法。共同民主黨議員金富謙(大邱壽成區)在臉書發文：「部分媒體或網上流傳的『大邱肺炎』或『TK(大邱、慶北)肺炎』，對大邱進行了指責。」未來統合黨郭相道議員(大邱中南區)當天在臉書上表示:「政府通過報道資料，就像大邱第一次發生冠狀病毒一樣，使用了『大邱冠狀病毒』的名稱。 相反，政府禁止使用以新冠狀病毒發源地命名的『武漢肺炎』一詞」，「希望文在寅政府停止把特定地區作爲新冠狀病毒災難的祭品的卑劣手段。」

### 越南
《亞洲時報》報導說：“據報導，許多越南旅館和賓館的門上都掛著招牌，說不歡迎中國客人，而許多越南人已經上網要求關閉與中國的所有過境通道。”  有跡象表明在富國島的一家商店和在岘港市的一家餐館前看到了不接受中國顧客的情況。
據報導，憤怒的原因還在於，在斯里的八打靈清真寺舉行的塔比吉米賈馬特節(Tablighi Jamaat)之後，來自馬來西亞的穆斯林社區從馬來西亞返回的感染病例越來越多，越南有兩到三名患者沒有遵守自我檢疫法。 仍然參加胡志明市的伊斯蘭活動，導致憤怒，甚至要求監禁穆斯林人口，甚至包括有越南名人。

### 印度

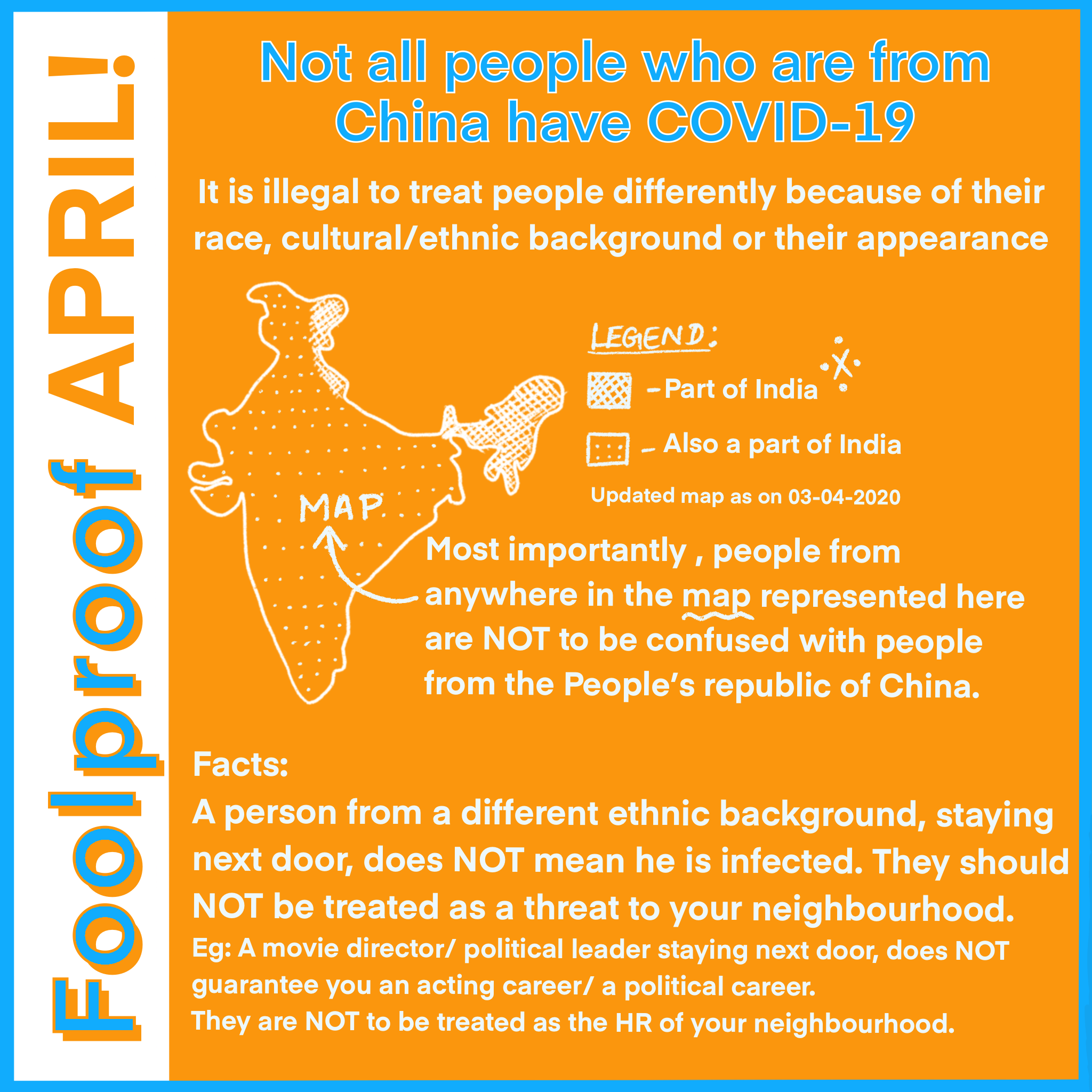
來自印度的一張海報，用於宣傳與COVID-19相關的仇外心理的認識。

印度伊斯蘭教伊玛目伊利亞斯·沙拉夫丁（Ilyas Sharafuddin）在音頻講話中說，冠狀病毒的爆發是“對中國的真主懲罰，因為它虐待了维吾尔族穆斯林”。 伊利亞斯說：“他們（中國人）威脅穆斯林，並試圖摧毀2000萬穆斯林的生命。穆斯林被迫飲酒，清真寺被毀，聖書被焚毀。他們認為沒有人可以挑戰他們， 但是最有能力的安拉懲罰了他們。” 他補充說，“自高自大反對伊斯蘭教的羅馬人，波斯人和俄羅斯人”都被安拉摧毀。
德里基里里馬爾學院的東北印度學生向大學當局投訴，稱他們擔心冠狀病毒而使其他學生受到騷擾。 來自孟買塔塔社會科學研究所的印度東北的八名學生還聲稱他們受到種族主義和騷擾。
印度人民党主席在西孟加拉邦迪利普·戈什（Dilip Ghosh）表示，中國人“摧毀了自然”，“這就是為什麼上帝對他們報仇”。 這些言論後來遭到中國駐加爾各答領事館的譴責，稱其為“錯誤的”。
2020年3月，來自歐洲，美國和以色列的外國人開始面臨仇外心理和歧視，包括被從租房中驅逐出境。
塔比吉米賈馬特節(Tablighi Jamaat)組織的穆斯林集會導致印度确诊病例的大量增加，从而引發了伊斯蘭恐懼症反應，加劇了社區緊張局勢 。 在3月下旬消息傳出後不久，社交媒体上便開始傳播伊斯蘭恐懼症的話題標籤。
在賈坎德邦，醫院拒絕治療穆斯林患者，因為與冠狀病毒相關的伊斯蘭恐懼症導致至少兩個新生兒死亡。

### 斯里蘭卡
據報導，一群新加坡華人遊客由於外貌而被拒絕攀登旅遊勝地艾拉山(Ella Rock)。

### 土耳其
在2019年的一項民意測驗中，有83.2％的土耳其人希望所有敘利亞難民返回，但這種大流行導致土耳其的仇外心理和反難民情緒進一步上升。
土耳其頂尖的穆斯林學者兼宗教事務部長阿里·埃爾巴什（Ali Erbaş）在齋月星期五的聲明中說，該國譴責同性戀是因為它“帶來了疾病”，這表明同性關係是造成COVID-19大流行的原因。 土耳其總統雷杰普·塔伊普·埃尔多安(Recep Tayyip Erdoğan)支持埃爾巴什，說埃爾巴什“所說的完全正確。” 

### 約旦
2020年3月，一名自2014年以來在約旦工作的韓國人向警方報告，由於他在亞洲人外貌，遭到毆打和嘲笑。 在另一起事件中，出於同樣的原因，一位擁有韓國母親的約旦人被拒絕乘坐出租車。

### 科威特
為了解決科威特醫院幫助COVID-19爆發的能力不足的問題，科威特女演員哈亞特·法赫德（Hayat Al-Fahad）呼籲將移民工人驅逐出境或“將他們扔在沙漠中” 。 她的評論引起了科威特社交媒體的憤怒。

### 阿拉伯聯合酋長國
繼科威特女演員哈亞特·法赫德（Hayat Al-Fahad）發表評論說，由於COVID-19導致移民工人被驅逐到沙漠或其原籍國後，阿聯酋詩人塔里克·邁赫亞斯（Tariq Al-Mehyas）澄清說：“當我們 說‘移民’，我們是指亞洲人而不是阿拉伯人”。 他進一步指出，來自埃及和蘇丹等國家的阿拉伯工人要勝過亞洲（印度和孟加拉）工人，並說海灣地區的亞洲人從未與阿拉伯人平等對待。 當他的評論在阿聯酋引起廣泛憤慨時，他說他不是種族主義者，因為他有一個亞洲女僕。邁赫亞斯後來因煽動仇恨而被阿聯酋當局逮捕。

## 北美洲

### 美國
根據2020年6月皮尤研究中心的一項研究顯示，58%的亞裔美國人和45%的非裔美國人認為，自大流行以來對他們的種族主義行為有所增加。
2020年1月30日，加州大学伯克利分校在该校 BeWellCal Instagram 帐号上发表言论，鼓励认可因新冠病毒产生的排外及种族主义的情绪。该图片遭到学生的抗议后删除。
2020年2月3日，CNBC報導有Uber及Lyft司機拒載亞裔乘客。另有戴口罩的華人婦女在纽约地铁曼哈頓地鐵站被非裔男子毆打及稱呼「患病的婊子」，此后又有报道有2名男子在地铁上以惡作劇恐吓當地民眾，紐約大都會運輸署隨後表示嚴厲譴責此行为。
而一名戴着口罩的8岁的華人孩童，随父母在西雅图好市多超市购物时，被店員質問「你們是不是中國來的？」，随即批评此行为涉嫌种族歧视。而好市多已就此事公开致歉。
2月4日，《华尔街日报》在头版文章称中国为“亞洲病夫”（sick man of Asia，作者沃尔特·卢瑟尔·米德，系哈德遜研究所学者、巴德學院教授），被认为涉嫌种族歧视（sick man of  最早是用在十九世纪深陷债务危机的奥斯曼帝国身上，曾经用于批评清帝国的腐败与无能，后来经过曲解，用于指代中国人身体素质低下，成为激发中国民族主义情绪的典型用词）。中华人民共和国外交部批评作者“应对其傲慢、偏见与无知感到羞愧”。2月7日，有网民在白宫网站“我们人民”请愿，要求《华尔街日报》向华人社区道歉，修改标题或者删掉文章。该请愿已经在网站上得到了近5.5万人签名。2月10日，中国大陸外交部发言人耿爽表示已向《华尔街日报》社提出严正交涉，要求报社公开道歉。对此，文章作者米德回应称标题为编辑所加，自己未在正文中使用此歧视性词汇；而编辑则在被读者质疑后解释称自己并不了解“东亚病夫”之典故，误用了奥斯曼帝国“sick man”之典。2月7日《华尔街日报》刊发了读者回应并解释了该词的不当之处。但是，《华尔街日报》至今仍未有公开正式道歉。2月19日，中國大陸外交部表示，决定即日起吊销3名《华尔街日报》中國分社副社長李肇華、記者鄧超及溫友正的记者证，并勒令在五天内离开中国大陸。据报道，這是毛澤東時代後中國大陸首度同時驅逐單一國際新聞機構的多名記者，同时也是六四事件後，中國大陸對西方記者最不友善的处理措施。此前，三人都对新疆大規模監控及拘禁維吾爾族穆斯林的情形进行了报道。而《华尔街日报》之后发表的社論指出，由于该报网站在中国大陆被封锁的原因，米德的專欄與文章標題未曾在中國大陸网站刊登，其旨意是「我們的記者能為世界其他地方報導中國，中國讀者卻看不到」；社论同时指出，中方下令驅逐華爾街日報記者，癥結不是美方評論，而是著眼國內政局；北京當局在意的不是標題，而是想在疫情處置不當引發民怨時轉移焦點。另外，北京方面可能也以驅逐外籍記者，回應美國國務院2月18日將新華社等5家中國大陸媒體列入外國使團的決定。不久后，美国国务卿迈克·蓬佩奧对此事表示批評，认为中方“限制言論自由”；駐華外國記者協會同日發表聲明，表示譴責中華人民共和國的做法，指出行動是中華人民共和國當局通過報復駐中國大陸的外國記者，對外國新聞機構採取行動的一次極端和明顯的嘗試。而《華爾街日報》發行人兼母公司道瓊斯公司行政總裁威廉·路易斯表示對中方決定感到失望，希望中國大陸重新考慮此事。他表示評論文章由《華爾街日報》新聞室獨立發表，被驅逐的記者並沒有參與其中。2月20日，中華人民共和国外交部发言人耿爽针对蓬佩奧的批评一事回应称“此事并不像蓬佩奥说的那样是一个言论自由问题，而是对一个国家和民族的公然歧视，被辱骂者应拥有‘还击的权利’”。同日，《华尔街日报》中國分社向美国總社高層致函，要求报社修改标题并公开道歉，之后该报發言人史蒂夫·謝偉林豪斯表示不会改变报社立场，故拒绝道歉。24日，甫到任的中華人民共和国外交部发言人赵立坚表示，世界上只有一份《华尔街日报》，该报既然一意孤行，就应当承担相应的后果。
2月4日，位于大洛杉矶地区内的以亚裔居民为主的阿罕布拉市的居民发起请愿，敦促当地学校关闭，以避免冠状病毒的风险。
而一名越南裔美国人拍摄的抖音关于她吃越南粉的视频，随即引来大量攻击性评论，如“面碗里的蝙蝠在哪里”“这显然是冠状病毒时代”。而在纽约市哥伦比亚大学巴特勒图书馆，一处黑板上出现了中文书写的“武汉病毒隔离区”；加州大学伯克利分校则在一则有关新冠病毒的科普材料中，将“仇外心理：害怕与可能来自亚洲的人交往并对此感到内疚”列为“正常反应”。对于上述行为，哥伦比亚大学发表声明表示谴责不当行为，并呼吁学生向校方举报任何形式的种族歧视事件；而加大伯克利分校致歉并修改了材料中的措辞，提醒学生“不要妄自揣测他人”。在休斯顿、波士顿、纽约市的唐人街，由于冠状病毒的担忧，当地餐厅客流量大幅下降。
鉴于美国政府的过度防疫措施以及“安全形势”，中国大陸游客在美屡遭不公平对待，中华人民共和国文化和旅游部于2月24日发布旅游安全提示，提醒中国大陸公民近期切勿前往美国旅游。
3月2日，福克斯新闻台主持人杰西·沃特斯在《The Five》节目中说：“新冠病毒起源于中国，而我至今没听到中国人说一个字，哪怕是一句‘对不起’。我期待明天得到正式道歉。”随后，四名主持人发出笑声，并反问“倘若疫情起源于美国的呢？”沃特斯回应说，“不是起源于美国，我来告诉你为什么是中国，因为他们有吃生蝙蝠和蛇的市场，他们是一群非常饥饿的人，中国政府不能让人民吃饱，因此人民很绝望，吃未煮熟的不安全食物，这就是科学家认为的新冠病毒的来源。”以上言论传出后，有網民就此抗议，认为主持人发表种族主义言论，并与2009年起源于北美地区的H1N1做对比（H1N1流感起源於墨西哥），批评主持人“美国人从来没有为H1N1流感道歉”，“你应该为在电视上发表种族主义言论向中国致歉”。针对此事，中華人民共和国外交部发言人赵立坚回应称“个别主持人的言论荒谬可笑，充分暴露出他对中国的傲慢、偏见和无知”，并表示“中国道歉论”毫无根据也毫无道理，又反问“2009年美国爆發的H1N1流感蔓延到214个国家和地区，当年就导致至少18,449人死亡。谁要求美国道歉了吗？”但事實上，H1N1流感是起源於墨西哥，而非美國。
3月6日，美国国务卿邁克·蓬佩奧就特朗普政府应对美国新冠肺炎疫情的情况，接受了消费者新闻与商业频道的专访，访问期间蓬佩奥将新冠病毒称为“武汉冠状病毒”。9日，中華人民共和國外交部发言人耿爽回应称，“个别美国政客不尊重科学，不尊重世卫组织的决定，迫不及待借新冠病毒对中国和武汉污名化，我们谴责这种卑劣做法”。不过，美国国务院一名官员表示，蓬佩奥正在用这种措辞来反驳“中国共产党散布的不实信息”。
3月8日，《纽约时报》官方Twitter账号連發兩條推文，一條为批評新冠肺炎疫情在中国大陆的疫區封鎖措施，另一条则是称赞新冠肺炎疫情在意大利的全境封锁措施。在1月23日武汉宣布「封城」後，《紐約時報》曾有发表文章《專家稱武漢「封城」規模史無前例》，稱「封閉城市幾乎肯定會導致侵犯人權，而且在美國顯然是違反憲法的」。因此，《纽约时报》的報導被质疑存在明显的双重标准。《美国之音》则指“西方国家的封城没中国式封城导致的人道灾难，其中包括封城地方的病人也不能到出城寻求治疗只能在家等死的灾难”。
3月10日，媒体报道，美国众议院共和党少数党领袖凯文·麦卡锡及亚利桑那州共和党众议员保罗·戈萨尔先后用歧视性字眼描述“新冠肺炎”。其中麦卡锡在Twitter上写道“您需要了解的有关中国新型冠状病毒的所有信息都可以在一个定期更新的网站上找到”，并附上了美国疾病控制和预防中心网站的链接。该言论传出后，随即引来批评，华裔国会众议员孟昭文、加州民主党参议员贺锦丽、加州华人议员刘云平、美国疾病预防控制中心主任罗伯特·雷德菲尔德等对此表示反对。而戈萨尔在宣布将自己隔离后，也将新冠肺炎称为“武汉病毒”并遭到批评。现时在北京首钢效力的台裔美籍球员林書豪批评其为“种族主义言论，令人失望”。《纽约时报》分析称，尽管世卫组织已经公布了“COVID-19”作为2019冠状病毒病的正式学名，但是美国保守派政治人物和官员仍在使用“武汉病毒”来称呼。而这种称呼都是带有一种含沙射影的、有种族主义的方式。比如阿肯色州共和党参议员汤姆·科顿在参议院会议中频繁使用这个词来称呼。3月16日，美国总统唐纳德·特朗普在Twitter一篇推文中将新型冠状病毒称为“中国病毒”，该说法同样引来了广泛的批评。
不過，美國國家安全顧問布萊恩在華盛頓智庫傳統基金會上稱，武漢肺炎病毒並非起源於美國，而是中國湖北武漢，且已發生一段時間，因此繼續以“武汉病毒”作為称呼。而布萊恩亦批評中國大陸在疫情於武漢爆發初期無採取最佳應對做法，而是隱瞞疫情，中國大陸民間有醫生被噤聲或隔離，令病毒消息無法發放，否則全球可提早兩個月應對，其間能對病毒有所了解。
3月中旬，旧金山交响乐团中提琴副首席刘韵杰发表新冠病毒MADE IN CHINA（产自中国）的图文推送，甚至侮辱中华人民共和国国旗，引发众多古典音乐界专业同行的愤怒。之后，“上海四重奏”二提琴手、美籍华人演奏家蒋逸文发表“中国人是‘猪’”。3月17日，中国音乐家协会交响乐团联盟发表声明，对此行为表示“极大愤慨，并予以强烈谴责”；上海交响乐团也发表声明，表示坚决支持并拥护中国音乐家协会交响乐团联盟的严正声明。天津茱莉亚学院发布声明解除蒋逸文的聘用合同。
当地时间3月14日，得克萨斯州米德兰一家超市内，犯罪嫌疑人19岁的乔斯·戈麦斯刺伤3名亚裔，包括2名年仅2岁和6岁的孩子。FBI一份新的分析报告称：「犯罪嫌疑人表示，他之所以刺伤这家人，是因为他认为这一家人是中国人，是他们让别人感染了冠状病毒」。
3月17日，美国总统唐纳德·特朗普在推特上称2019冠状病毒为“中国病毒”，引发争议。有人留言批评特朗普是“美国病毒”，是種族歧視者；有在美华人担忧特朗普的言论将推动美国国内的种族仇视情绪。中国大陸外交部发言人耿爽就此公开回应，表示“敦促美方立即纠正错误，并停止对中国的无端指责”。18日，美国前国务卿希拉里·克林顿表示特朗普“正在滑向种族主义言论，想转移人们注意力，（掩盖）他未能及早认真对待新冠病毒、广泛提供检测、为美国应对危机做好充分准备”。
3月19日，美国总统特朗普在白宮出席疫情記者會時，再次使用“中国病毒”一词来称呼。但被《華盛頓郵報》攝影記者博茨福德（Jabin Botsford）拍到其講稿上“COVID-19”一詞被墨水刪去，並改寫成「中國病毒」。当天，世界卫生组织卫生紧急项目负责人迈克尔·瑞安表示，“一直以来我们传递的信息就很清晰，病毒没有国界，不区分种族肤色和财富。我们在语言使用上要小心，应避免把病毒同个人联系在一起。我相信任何人都会后悔把病毒同种族联系在一起，这是所有人都不希望的，我们需要团结合作。2009年（H1N1）流感大流行是始于北美，我们也没把它称作北美流感。所以当遇到其他病毒时，我们采用同样的（命名）方式，避免同地域联系。我们要求每个人在这一刻都抱有团结的想法，这是需要事实并一起抗击病毒的时刻，而不是责怪谁。我们现在要确认所需要做的事情，从而确定地快速前进，同时避免将病毒同种族或其他领域相联系的表达。”同日，中华人民共和国外交部部长王毅與印尼、新加坡、俄羅斯、荷蘭外長通話，強調「个别国家企图将中国抗击疫情污名化」，“是不得人心的，也是不可能得逞的”。
3月20日，针对于川普使用“中国病毒”的情况，前美国国务卿希拉里·克林顿批评称，“（特朗普）总统正在滑向种族主义言论，想转移人们注意力，（以掩盖）他未能及早认真对待新冠病毒、广泛提供检测、为美国应对危机做好充分准备。不要上当了，不要让你的朋友和家人上当。”
3月24日，川普表示，決定不再用「中國病毒」這一稱呼，“我决定不再用这一点大做文章了”。
3月25日，七国集团国家外长举行视频会议。美國國務卿蓬佩奥虽然堅持要在聯合聲明中使用“武汉病毒”一词，但是遭到其它G7国家反对。因此在此次会议后，七国集团在历史上首次没有发表联合声明。3月26日。中国大陸外交部发言人耿爽在例行记者会上回答相关提问时，强烈谴责蓬佩奥的上述言行。同日下午，美国驻华大使馆官方微博连续在两篇文章中将新冠肺炎病毒称为“武汉病毒”。
5月13日，特朗普将新冠病毒称作是“来自中国的瘟疫”，随后引来中国外交部发言人赵立坚的抗议，称“流行性疾病不分国界、种族，是人类的共同挑战，是不可抗力”。
2021年3月16日，亚特兰大发生针对亚裔的枪击案。同年3月27日，美國50個城市爆發反對歧視亞裔的遊行。
2021年3月17日，美国前著名参议员丹尼尔·帕特里克·莫伊尼汉的女儿和自由亚洲电台常年顾问莫拉·莫伊尼汉（Maura Moynihan）朝一对亚裔喊“回到中国去”。
2021年4月22日，美国参议院在以94票赞成，1票反对通過有關打击针对亚裔的暴力罪行的法案。該法案要求美國司法部指派一名官员來加速审视2019冠狀病毒病疫情期間警方接到的涉及仇恨罪行的举报。5月19日，眾議院以364对62票数通过《反亚裔仇恨犯罪法案》。5月20日，美国总统拜登批准該法案。
2021年5月，加州州立大学圣贝纳迪诺分校的仇恨与极端主义研究中心显示，2021年美国主要城市警方針對亚裔仇恨犯罪报告比2020年同期增加169%。美国停止仇恨亚太裔机构发布的数据显示，2020年3月到2021年12月，美国共发生10,905多起仇恨事件。
2021年，美国的反亚裔仇恨犯罪跃升至历史新高，2022年则是有记录以来第二严重的一年。

#### 亞利桑那州
在佩吉市的一名男子於4月被捕，並被指控煽動恐怖主義。 該男子被指控發表社交媒體帖子，呼籲因COVID-19殺害納瓦霍人(Navajo)。 納瓦霍族一直在應對COVID-19爆發。
3月，斯科茨代爾市議會議員蓋伊·菲利普斯（Guy Phillips）在Facebook上發了一條私人帖子，稱COVID代表“中國起源的病毒感染性疾病”，引發了對種族主義的批評和指控。 菲利普斯後來在致报纸《亞利桑那州》的一封信中道歉。
亞利桑那州立大學的亞裔學生也報告了種族主義和仇外心理事件。

#### 纽约州

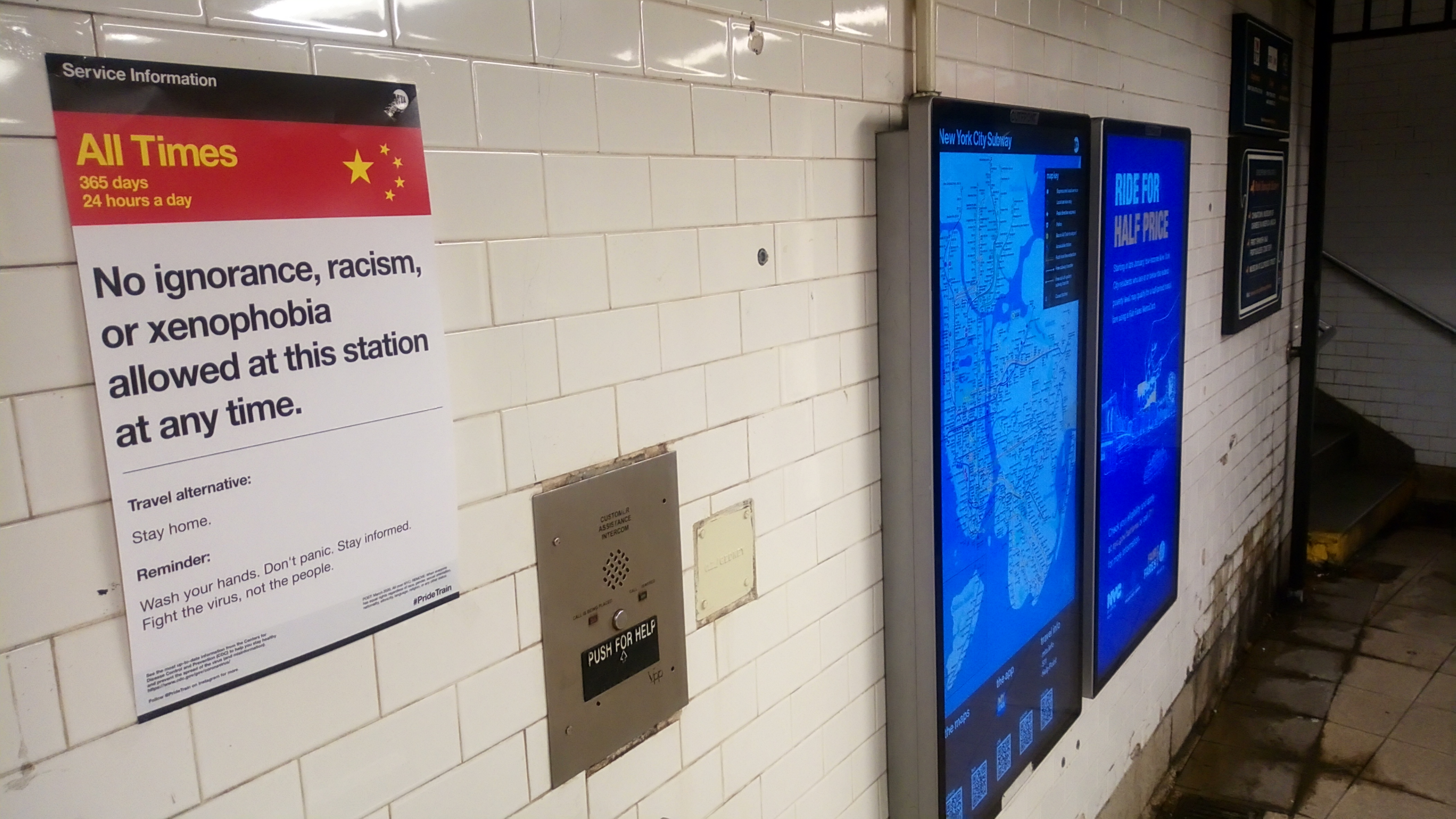
在冠狀病毒大流行中，紐約市一個地鐵站的一個非官方反對仇外心理海報。

2020年3月10日，紐約市曼哈頓中城的一名韓國婦女在街上遭到大喊：“Where is your corona mask, you Asian bitch?” ，在打那個女人和导致她的下頜脫臼之前。 同一週晚些時候，在紐約市皇后區的森林小丘（Forest Hills），一名亞裔男子和他的10歲兒子同行，遭到一個大吼大叫的人的騷擾，他說：“你的口罩在哪裡？你他媽的中國人”，然後被擊中頭。 另一起事件發生在3月16日，當時曼哈頓中城的一名婦女被吐口水，並被一名婦女拉扯頭髮指責她的冠狀病毒。
在紐約市地鐵中，一名戴著口罩的婦女被一名稱她“病態”的男人毆打並踢了一下。隨後在紐約市地鐵上發生了許多其他騷擾亞洲人的事件，其中包括有人看到有人在噴灑未知物質到一個亞洲人。2020年3月19日，一名亞洲婦女被一名男子揮舞著拳打劫了她的手機，並告訴她：“回到中國”，“你很髒，要檢查一下體溫”； 受害者沒有受到傷害。 2020年3月28日，布朗克斯區的一名中國婦女遭到種族歧視，遭到4名少女的冠狀病毒騷擾，並在公共汽車上用雨傘襲擊。 受害人的頭上被缝补4針，需要醫療護理。
2020年3月，隨著紐約成為全球熱點地區，對紐約人的偏見開始受到報導，因為有幾個州制定了禁止，阻拦或施加隔離措施的法規。 紐約州州長安德鲁·库默譴責羅德島州發起針對紐約人的排外程序，從而宣稱“我們不會讓紐約人受到歧視”。
2020年6月，一名韓裔美國人商店的員工遭到人身攻擊。2020年6月，在皇后區的一次事件中，幾名亞裔美國人被一名男子口頭凌辱或毆打。2021年2月25日，一名亚裔男子在纽约曼哈顿被人刺傷。2021年3月29日，纽约发生两起亚裔美国人遭袭击事件。
2021年12月，纽约警察局公开的报告显示，2020年的反亚裔仇恨犯罪为28起，而截至报告发布的2021年度，此类犯罪为129起，数据显示自2020年到2021年，纽约市的反亚裔仇恨犯罪增加了361%。

#### 加利福尼亞州
在洛杉磯，洛杉磯地鐵上的一名泰籍美國婦女拍攝了一個男子尖叫有關冠狀病毒的種族主義言論和咒罵的鏡頭。2020年2月13日，洛杉磯當局發表講話，抗議針對亞裔社區的一系列欺凌事件和襲擊事件，其中包括一名中學生遭到毆打和住院。 圣费尔南多谷的一個16歲男孩在他的高中学校時遭到欺凌者的身體攻擊，他們指控他患有冠狀病毒是因為他是亞裔美國人。
自大流行開始以來，全加州的唐人街的生意大幅度下降，特別是在舊金山灣區附近。
有超過70,000人簽署了請願書，驅逐了兩名來自Bolsa Grande高中的學生，在視頻中看到他們欺負了越南裔美國學生。 加登格羅夫統一學區的新聞官員回應說，學生將面臨“根據加利福尼亞州教育法典的紀律處分。” 。
在2020年3月20日，一名男子在她正在製作节目片段時，向位於洛杉磯的CNN高級通訊員Kyung Lah做出種族污辱。 她與同事傑克·塔珀（Jake Tapper）一起描述了這一事件，他隨後對此表示慰問。 塔珀向公眾表示：“如果你愚蠢和種族主義到足以讓亞洲血統的隨機個人負責這種流行病，那麼無論如何，你都應該與社會隔離開來。”
2020年5月12日，在加利福尼亞州聖地亞哥的盟軍花園小聯盟球場的建築物和混凝土樓梯上，反复在噴繪有“ F ***中國”字樣的仇恨塗鴉。
2020年6月27日，一名19歲的麥當勞在奧克蘭的员工因要求顧客戴口罩而遭到毆打。 開車經過的那個人使用種族誹謗，揚言要殺死她然後打斷她手臂。 一個職業安全申訴已被提出了。
2021年1月28日，一名84歲泰裔老人遭人惡意衝撞身亡。同年3月25日，旧金山警方注意到有不具名青年人计划在湾区发起“掌掴亚裔挑战”，尽管暂未接获任何有关报案，但旧金山警方仍对旧金山交通局及其他交通单位发出警报。  

#### 華盛頓州
在西雅圖和華盛頓州的其他地方，冠狀病毒被歸咎於反亞洲種族主義的上升。
2020年3月26日，西雅圖唐人街國際區的玉園餐廳(Jade Garden)的窗戶被打碎。總損失估計約為$1,500美元。到3月初，該餐廳業務已經下降80％，這迫使所有者暫時解雇了33名員工。業主說，加上這筆損失，他們沒有足夠的錢進行維修。據報導，破壞不僅是扔一塊簡單的石頭，而且是蓄意的襲擊，“有人在半夜花時間將窗戶用很大力量地砸碎五次。” 。在3月下旬，華盛頓州雅基馬的米納多自助餐廳（Minado Buffet）的窗戶被打碎，建築物上被噴滿了“把冠狀病帶回你身邊”等仇恨言論，餐廳的業主表示，損失為$1000。
5月16日，一名男子在西雅圖市中心襲擊了一對亞洲夫婦並吐口水，指責他們為冠狀病毒大流行。

### 加拿大

#### 不列颠哥伦比亚省
2020年2月5日，加拿大不列颠哥伦比亚省地方小报《省報》（The Province）在頭版標題中將新型冠狀病毒稱為「中國病毒」（China Virus）。对此，中华人民共和國駐溫哥華總領事佟晓玲回應稱，對於《省報》這一錯誤做法，中方堅決反對、強烈譴責，並要求該報立即作出道歉，停止使用類似語言。而不列颠哥伦比亚省自由黨黨領韋勤信則通過其社交網路帳號批評《省報》的做法不恰當。他表示，對這種充滿成見及散佈恐慌的言論在卑詩省出現感到極度失望，并强调「我們唯有攜手合作才能夠變得更強大」。不列颠哥伦比亚省華人議員屈潔冰表示，新型冠狀病毒是所有人的敵人，須共同應對才能夠渡過難關。把病毒與某一個群體掛鉤並無科學根據，也只會引來負面效果。2月7日晚，《溫哥華太陽報》和《省報》主编哈罗德·门罗就此公开回应，表示将新型冠状病毒称为“中国病毒”，是一种从地理上定位该病毒起源的方法，并不是歧视。
受到此事影响，温哥华华人商家的收入下降五成到七成之间；另外在多伦多的华人餐馆，收入亦下降三成到八成之间。
5月11日，加拿大歌手布莱恩·亚当斯在Instagram上登出一段弹唱自己的歌曲《锋利如刀》的视频，并配上一段文字说明：“今晚本来应该在艾伯特皇家音乐厅演出，但是拜那些f–king吃蝙蝠的、卖野味的和造病毒的贪吃混蛋所赐，整个世界现在都停摆了。我想对他们说的除了‘f–king谢谢’以外，就是建议他们变成纯素食主义者”。其后，亚当斯星期二在Instagram上道歉，并表示自己的本意只是想抨击野味市场里对动物的残忍行为并提倡纯素食主义。

#### 安大略省
2020年1月底，在多伦多生活的林雯开设的“热干面1950”面馆，由于面馆的名称中有“武汉”字样，该餐馆随即遭到批评甚至辱骂，导致生意顿时下滑。而店主得知后随即报警，但由于“尚未产生直接威胁”，因而警方不能采取实质行动。1月31日，加拿大联邦小企业、出口促进及国际贸易部部长伍凤仪的助理突然给餐馆打来电话告诉林雯，翌日伍凤仪将到面馆就餐以示支持。伍鳳儀到达面馆后，一些顾客亦纷纷到此用餐，并表示“歧视是无知的、可悲的”。
2020年1月30日，《明報》報道確診3宗個案的加拿大，有9,000多名多倫多家長聯署請願，要求下令近期去過中國大陸的學生禁止上學及在家隔離；當地教育局譴責有關動議，認為是偏見及種族歧視。另外，总理贾斯汀·特鲁多在多伦多庆祝农历新年佳节活动时，也谴责针对华裔加拿大人的种族主义行为，呼籲國民團結一致。
不仅如此，多倫多華裔議員黃慧文呼籲民眾勿針對加拿大華人社區；而CTV電視台記者Peter Akman在Twitter上传自己與戴口罩的亞裔髮型師的自拍照，寫道：「希望我今天得到的只是一個新髮型」。该貼文隨即引起大量批評，指責他歧視，Peter Akman其後道歉並刪除了那條「不恰當」的貼文，随后被停职。

#### 魁北克省
在蒙特利爾市，破壞者通過砸碎雕像和宗教文物來襲擊越南佛教寺廟。
2020年3月17日，兩名韓國男子在蒙特利爾市被刺傷，促使韓國領事館對在該市的朝鮮裔韓國人發出警告，並向領事館報告任何事件。
2020年4月，有報導稱因纽特人被騷擾並誤認為是蒙特利爾的亞洲人。 他們被吐口水，被告知要“回到中國”或“母國”。

## 南美洲

### 阿根廷
2020年2月26日，據報導在拉普拉塔發生了一起中國超市店主與一名阿根廷送貨員發生打鬥的事件。 之所以引發了這場打鬥，是因為送貨員開玩笑說：“¿Qué hacés, coronavirus?” （“怎麼了，冠狀病毒？”）開中國人的和冠狀病毒的玩笑。 兩人最終受傷，後來警方不得不介入。

### 玻利維亞
儘管他們沒有與冠狀病毒相關的症狀，但地方當局隔離了三名日本國民。

### 巴西
2020年3月18日，巴西总统雅伊爾·博索納羅的儿子，巴西众议员愛德華多·博索納羅在Twitter上發表指責中國應對冠狀病毒疫情的措施以及抨擊中國政治制度等涉嫌辱華的言論，中国驻巴西大使馆對愛德華多的做法和言論表示強烈不滿和抗議。3月21日，巴西参议长阿尔科伦布雷、众议长马亚代表巴西国会就爱德华多辱华言论向中国政府和人民致歉。
巴西教育部長亞伯拉罕·溫特勞布（Abraham Weintraub）於2020年4月4日在推特上發表了辱华言論。他暗示中國應對COVID-19大流行負有責任，這是其“世界統治計劃”的一部分。 在最初的葡萄牙語中，他的推文用大寫的“ L”代替字母“ r”，例如用“BLazil”代替“Brazil(巴西)”，這種風格通常用來嘲笑中國人的口音(Lallation)。

## 大洋洲

### 澳大利亚
2020年1月29日，澳大利亚《先驅太陽報》報道肺炎疫情時，將2019新型冠狀病毒稱為「Chinese virus」（中國病毒），並將「pandamonium」（混亂、騷動）中的panda（熊貓）字樣標色強調，《每日電訊報》亦以頭版大字書寫「中國孩子留在家」（China kids stay home）。特别广播服务公司報道指當地華人社群認為以上做法屬種族歧視及違法，發起請願要求報館公開道歉，獲數萬人響應。
3月19日，两名塔斯馬尼亞大學的中国留学生在街头遇到新冠肺炎歧视性辱骂，其中一人被殴打。中国驻墨尔本总领事馆表示，新冠肺炎疫情以来，澳大利亚各界均明确表示反对因疫情针对华人的歧视言行。但澳大利亚各地不同程度发生涉疫情辱华、仇华和排华事件，使馆对此表示强烈谴责。
4月，两名墨尔本大学亚裔女留学生在墨尔本市中心遭遇种族歧视语言侮辱和袭击并受轻伤。校方随后表示受害亚裔留学生并非中国籍，已发布声明强烈谴责袭击者言行，并向学生提供必要协助。警方称，正全力调查案件并缉拿袭击者。
4月22日，新南威尔士州《每日电讯报》一篇文章中將中华人民共和国国徽與严重急性呼吸系统综合征冠状病毒2相聯繫，結果这一做法遭到中华人民共和国驻悉尼总领事馆抗議，並要求《每日电讯报》道歉。對此《每日电讯报》发文反駁中方的指責。
由于澳大利亚对华人和亚裔的种族歧视言行和暴力行为现象明显上升，中华人民共和国教育部、中华人民共和国文化和旅游部均提醒中国公民谨慎前往澳大利亚。不过，澳大利亚政府回应称“没有依据”，随后中国外交部发言人华春莹对其进行反驳。

### 新西蘭
國會議員霍建强說，該國華人社區有種族歧視事件。 超過有18,000人簽署了在線請願書，以阻止中國人進入新西蘭。 在坎特伯雷，一封電子郵件發給了一名原中國籍學生的父母，據报道稱：“我們的新西蘭孩子(Kiwi kids)不希望與您令人討厭的病毒傳播者同班。” 。
奧克蘭市長菲尔·戈夫（Phil Goff）表示，他對針對亞洲裔人的種族在游泳池，在公共交通和在餐館的報導感到“沮喪”。
有報導稱，有針對韓裔血統的新西蘭人遭到暴力襲擊的事件。

## 疫情期間針對仇外心理和種族主義的公共努力
2020年1月29日，加拿大總理賈斯汀·杜魯多在多倫多參加農曆新年節時譴責了針對加拿大華人的種族主義。同樣，多倫多市市長莊德利亦譴責針對華裔加拿大人的仇外心理，據報導該社區面臨著越來越多的污名化。
2020年1月30日，世界衛生組織緊急委員會發表聲明，建議所有國家注意“《國際衛生條例》第3條的原則”，世衛組織表示這是對“採取行動促進污名或歧視”，在針對疫情採取國家應對措施時。
為應對在意大利爆發的病毒加劇事件，該事件導致華人社區因種族主義襲擊而關閉企業，意大利總統塞尔焦·马塔雷拉（Sergio Mattarella）於2020年2月6日對羅馬的一所小學進行了突擊訪問，其中近一半的學生是起源於中國的人，以表示支持和團結，他說：“友誼與和平是根本，你知道的。” 。
在線的請願書，名為《We zijn geen virussen!》  （“我們不是病毒！”）於2020年2月8日在荷蘭成立，以抗議針對荷蘭華人和其他亞洲血統的種族主義，該活動在第一天就獲得了13,600個簽名，並在月底被簽署了57,600次。 
2020年2月27日，人權事務高級專員蜜雪兒·巴舍萊呼籲聲援受到這種歧視的亞洲族裔人民。
2020年3月14日，美國有超过200多個民權組織要求眾議院和參議院領導層公開譴責與大流行有關的越來越多的反亞洲種族主義活動，並採取对于冠狀病毒采取“切實措施，制止关于這種流行病的歇斯底里”，通過一項共同決議通過，譴責把種族主義和仇外心理当作一種解決辦法。8月18日，纽约市警队成立永久性的「亚裔仇恨犯罪特遣队」，以改善亚裔因语言与文化差异而不愿向警员讲述案情的隔膜。

## 備註
1. ↑  原文如此。原意为“中国人不要来感染日本人”。因为日文的书写格式以及部分汉字意义表达与中文的有较大差异，所以会有意义不明的情况
2. ↑  《聯合早報》報道指發燒溫度是37度[108]；香港有線新聞則引述同航班乘客說法，指一開始發燒至37.2度，其後又量了幾次，變成36.8度[99]。